# 1443 Ruppina
1443 Ruppina è un asteroide della fascia principale. Scoperto nel 1937, presenta un'orbita caratterizzata da un semiasse maggiore pari a 2,9387028 UA e da un'eccentricità di 0,0586454, inclinata di 1,92743° rispetto all'eclittica.
L'asteroide prende il nome da Ruppin, città della Germania, ora Neuruppin.